# Нью-Франклін (Огайо)
Нью-Франклін (англ. New Franklin) — місто (англ. city) в США, в окрузі Самміт штату Огайо. Населення — 13 877 осіб (2020).

## Географія
Нью-Франклін розташований за координатами 40°57′15″ пн. ш. 81°35′6″ зх. д. / 40.95417° пн. ш. 81.58500° зх. д. (40.954288, -81.584869).  За даними Бюро перепису населення США в 2010 році місто мало площу 69,10 км², з яких 64,84 км² — суходіл та 4,25 км² — водойми.

## Демографія
Згідно з переписом 2010 року, у місті мешкало 14 227 осіб у 5640 домогосподарствах у складі 4110 родин. Густота населення становила 206 осіб/км².  Було 6014 помешкання (87/км²).
Расовий склад населення:
| - 97,7 % — білих - 0,6 % — чорних або афроамериканців - 0,4 % — азіатів - 0,1 % — корінних американців |

До двох чи більше рас належало 1,0 %. Частка іспаномовних становила 0,8 % від усіх жителів.
За віковим діапазоном населення розподілялося таким чином: 21,2 % — особи молодші 18 років, 61,1 % — особи у віці 18—64 років, 17,7 % — особи у віці 65 років та старші. Медіана віку мешканця становила 45,5 року. На 100 осіб жіночої статі у місті припадало 98,0 чоловіків;  на 100 жінок у віці від 18 років та старших — 97,4 чоловіків також старших 18 років.
Середній дохід на одне домашнє господарство  становив 77 086 доларів США (медіана — 67 142), а середній дохід на одну сім'ю — 86 503 долари (медіана — 74 729). Медіана доходів становила 56 637 доларів для чоловіків та 40 204 долари для жінок. За межею бідності перебувало 4,9 % осіб, у тому числі 7,9 % дітей у віці до 18 років та 4,1 % осіб у віці 65 років та старших.
Цивільне працевлаштоване населення становило 7152 особи. Основні галузі зайнятості: освіта, охорона здоров'я та соціальна допомога — 22,4 %, виробництво — 17,4 %, роздрібна торгівля — 9,8 %, мистецтво, розваги та відпочинок — 9,6 %.